# Roger Crovetto
Roger Edmond Marcel Crovetto, né le 15 octobre 1918 à Nice et mort le 15 mai 1981 à Paris 16e, est un pilote automobile français de rallye et de circuit.

## Carrière
Le plus grand succès international de Roger Crovetto est sa victoire au classement général du Rallye Monte-Carlo 1951, avec Jean Trévoux sur une Delahaye 175 S. Il a également participé deux fois aux 24 Heures du Mans où son meilleur classement au classement général est 14e place en 1949.

## Statistiques

### Résultats du Mans
| Année | Écurie            | Voiture        | Équipier          | Classement | Cause d’abandon |
| ----- | ----------------- | -------------- | ----------------- | ---------- | --------------- |
| 1949  | Norbert-Jean Mahé | Simca Huit     | Norbert-Jean Mahé | 14e        |                 |
| 1955  | Nardi Automobili  | Nardi Bisiluro | Mario Damonte     | Abandon    | Accident        |

### Résultats individuels au championnat du monde des voitures de sport
| Saison | Écurie           | Voiture        | 1   | 2   | 3   | 4   | 5   | 6   | 7 | 8 | 9 | 10 | 11 | 12 | 13 | 14 | 15 | 16 | 17 | 18 | 19 | 20 | 21 | 22 |
| ------ | ---------------- | -------------- | --- | --- | --- | --- | --- | --- | - | - | - | -- | -- | -- | -- | -- | -- | -- | -- | -- | -- | -- | -- | -- |
| 1955   | Nardi Automobili | Nardi Bisiluro | BUA | SEB | MIM | LEM | RTT | TAR |   |   |   |    |    |    |    |    |    |    |    |    |    |    |    |    |
| 1955   | Nardi Automobili | Nardi Bisiluro | DNF |     |     |     |     |     |   |   |   |    |    |    |    |    |    |    |    |    |    |    |    |    |